# Filmografia de Charles Chaplin

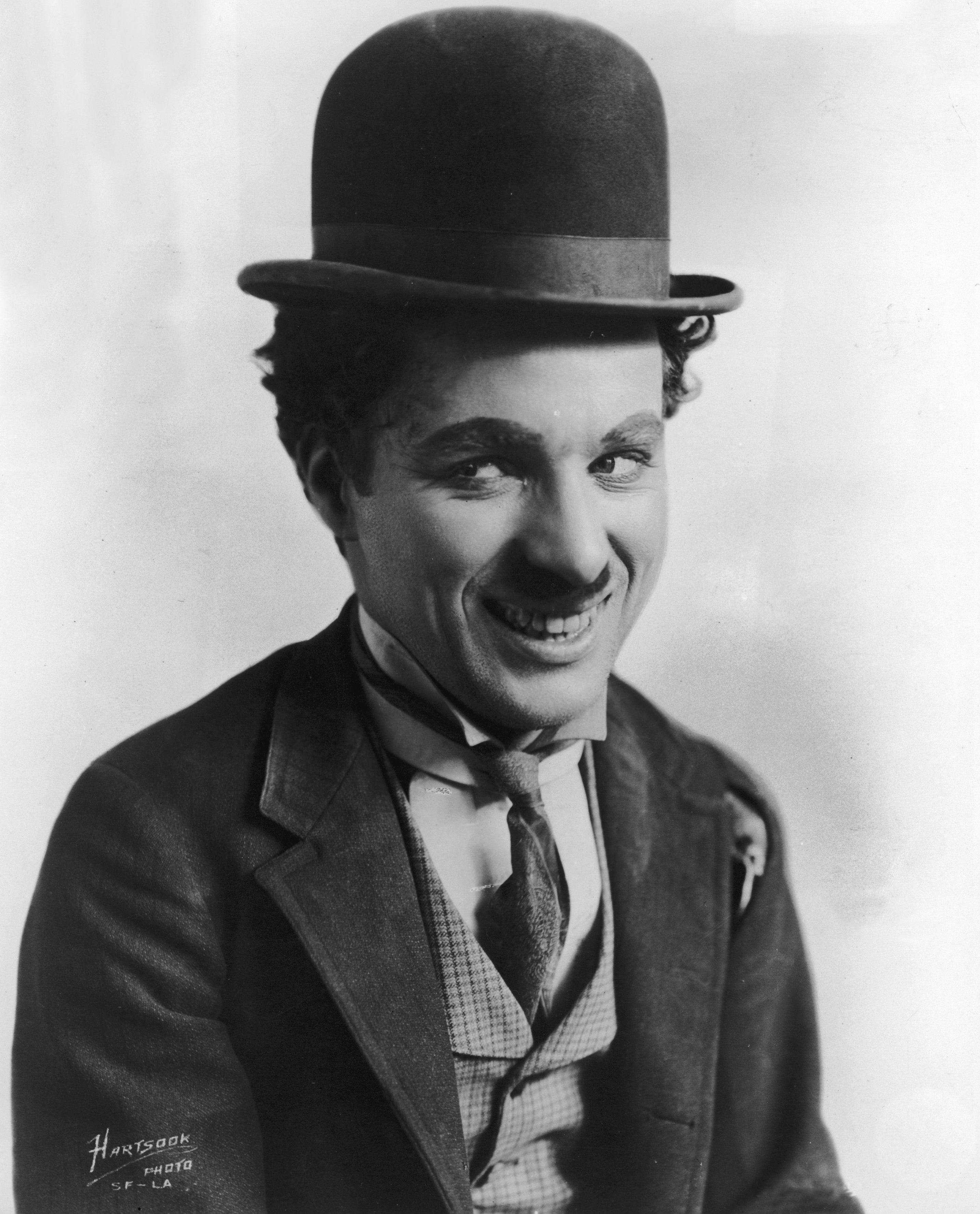
Chaplin como "The Tramp"

Charles Chaplin foi um comediante, diretor, escritor, produtor e compositor londrino. Em toda a sua carreira, exclusivamente entre os anos de 1914 e 1967, sua filmografia consistiu em 81 filmes, quase todos de sua autoria. Chaplin rapidamente se consolidou como o ícone do cinema, principalmente por seu personagem The Tramp.
Charles Chaplin nasceu em Londres e começou atuar nos palcos londrinos a partir dos nove anos. Em 1913, enquanto estava em turnê nos EUA com o grupo teatral de Fred Karno, ele aceitou em trabalhar na Keystone Studios, a convite de Mack Sennett. No período em que esteve na Keystone, Chaplin já começou a escrever e dirigir alguns dos curtas em que estrelava. Após um ano na Keystone, Chaplin assinou com a Essanay Studios e após outro ano, ele assinou com a Mutual. Em 1918, Chaplin assinou um contrato com a produtora First National. No mesmo ano, fundou o seu próprio estúdio para que tivesse mais liberdade em fazer seus filmes, em relação a edição, produção, roteiro, direção e também, em poder rodar tantas e quantas cenas quisesse porque aliás, estava trabalhando em seu próprio teto. Ainda em 1918, junto com Douglas Fairbanks, Mary Pickford e D.W. Griffith, fundou a United Artists. No final dos anos 40 e começo dos anos 50, Chaplin começou a ser acusado de ser comunista pelo governo americano, mas lutou para negar. Em 1952, quando partiu para Londres para a premiére de seu filme Limelight, Chaplin teve seu visto anulado para voltar aos EUA e por conta disso, passou a morar na Suiça com sua família até sua morte, em 1977. Durante seu exílio, ele fez somente dois filmes.
Durante sua carreira, Chaplin recebeu três prêmios da Academia de Artes e Ciências Cinematográficas. Na primeira cerimônia do Academy Award, em 1929, Chaplin recebeu seu primeiro Oscar Honorário por escrever, produzir, dirigir e protagonizar o filme The Circus de 1928. Em 1972, vinte anos depois de seu exílio, ele voltou aos EUA para recebeu seu segundo Oscar Honorário. Dessa vez, o propósito era por sua contribuição no cinema. Em 1973, ele ganhou outro Academy Award na categoria "Melhor Trilha Sonora", pelo seu filme Limelight. Em 1952, ano de sua sua estreia original, a Academia já tinha classificado Limelight como um dos indicados na cerimônia de 1953, mas como seu lançamento não ocorreu, o filme ficou de fora da disputa. Como ele voltou a ser lançado no país em 1972, a Academia decidiu incluí-lo em 1973. Chaplin também recebeu outras indicações ao Academy Award como em 1941 nas categorias "Melhor Ator" e "Melhor Roteiro Original", pelo filme The Great Dictator de 1940 e em 1948 na categoria "Melhor Roteiro Original" pelo filme Monsieur Verdoux de 1947.
Cinco filmes de Chaplin já foram escolhidos pela Biblioteca do Congresso: The Immigrant, The Gold Rush, City Lights, Modern Times e The Great Dictator. Foi também escolhido o filme Show People, em que Chaplin fez uma ponta. Por seu trabalho no cinema, Chaplin tem uma estrela na Calçada da Fama.

## Filmes oficiais
Em 1965, Chaplin detalhou sua filmografia oficial em seu livro, My Autobiography. Sua filmografia consiste em 80 filmes lançados desde 1914, mas no livro de David Robinson de 1985, Chaplin: His Life and Art, está incluído o seu último filme, A Countess from Hong Kong de 1967, como o 81º.
A maioria dos filmes de Chaplin, até precisamente The Circus, são filmes mudos, mesmo que anos depois foram remasterizados e compostos por trilha sonora feita pelo próprio. City Lights e Modern Times são praticamente classificados como filmes mudos, mas City Lights foi oficialmente o último. Em Modern Times, há cenas de diálogos, aliás que Chaplin "fez seu personagem falar" em inúmeros ensaios, mas deixou passar. Seus últimos cinco filmes são completamente falados. Tirando A Countess from Hong Kong, todos os seus filmes são em preto e branco.
Exceto o que tem de referência, os lançamentos, personagens, e anotações apresentadas aqui, são derivados da autobiografia de Chaplin, escrita por Robinson, e do livro The Films of Charlie Chaplin, de 1965 escrito por Geral D. McDonald, Michael Conway e Mark Ricci.

### Keystone
Chaplin fez 35 filmes na Keystone Studios, todos produzidos por Mack Sennett. Exceto o que há escrito nas notas, todos os filmes são de um rolo.
| Lançamento              | Título                         | Creditado como | Creditado como | Creditado como | Creditado como | Creditado como         | Notas                                                                       |
| Lançamento              | Título                         | Compositor     | Produtor       | Roteirista     | Diretor        | Personagem             | Notas                                                                       |
| ----------------------- | ------------------------------ | -------------- | -------------- | -------------- | -------------- | ---------------------- | --------------------------------------------------------------------------- |
| 2 de Fevereiro de 1914  | Making a Living                |                |                |                |                | Slicker                | —                                                                           |
| 7 de Fevereiro de 1914  | Kid Auto Races at Venice       |                |                |                |                | Vagabundo              | Lançado junto com o filme Olives and Trees.                                 |
| 9 de Fevereiro de 1914  | Mabel's Strange Predicament    |                |                |                |                | Vagabundo              | —                                                                           |
| 28 de Fevereiro de 1914 | Between Showers                |                |                |                |                | Masher                 | —                                                                           |
| 2 de Março de 1914      | A Film Johnnie                 |                |                |                |                | Vagabundo              | —                                                                           |
| 9 de Março de 1914      | Tango Tangles                  |                |                |                |                | Dançarino              | —                                                                           |
| 16 de Março de 1914     | His Favourite Pastime          |                |                |                |                | Bêbado                 | —                                                                           |
| 26 de Março de 1914     | Cruel, Cruel Love              |                |                |                |                | Lorde Helpus           | —                                                                           |
| 4 de Abril de 1914      | The Star Boarder               |                |                |                |                | O Star boarder         | —                                                                           |
| 18 de Abril de 1914     | Mabel at the Wheel             |                |                |                |                | Vilão                  | Dois rolos.                                                                 |
| 20 de Abril de 1914     | Twenty Minutes of Love         |                |                | Sim            | Sim            | Pickpocket             | —                                                                           |
| 27 de Abril de 1914     | Caught in a Cabaret            |                |                | Sim            | Sim            | Garçom                 | Dois rolos. Co-roteirista: Mabel Normand.                                   |
| 4 de Maio de 1914       | Caught in the Rain             |                |                | Sim            | Sim            | Convidado              | —                                                                           |
| 7 de Maio de 1914       | A Busy Day                     |                |                | Sim            | Sim            | Esposa                 | Lançado junto com o curta, The Morning Papers.                              |
| 1 de Junho de 1914      | The Fatal Mallet               |                |                |                |                | Galã                   | —                                                                           |
| 4 de Junho de 1914      | Her Friend the Bandit          |                |                |                | Sim            | Bandido                | Filme perdido. Co-diretor: Mabel Normand.                                   |
| 11 de Junho de 1914     | The Knockout                   |                |                |                |                | Juíz                   | Dois rolos.                                                                 |
| 13 de Junho de 1914     | Mabel's Busy Day               |                |                |                |                | Bêbado                 | —                                                                           |
| 20 de Junho de 1914     | Mabel's Married Life           |                |                | Sim            | Sim            | Marido de Mabel        | Co-roteirista: Mabel Normand.                                               |
| 9 de Julho de 1914      | Laughing Gas                   |                |                | Sim            | Sim            | Assistante do Dentista | —                                                                           |
| 1 de Agosto de 1914     | The Property Man               |                |                | Sim            | Sim            | The Property Man       | Dois rolos.                                                                 |
| 10 de Agosto de 1914    | The Face on the Bar Room Floor |                |                | Sim            | Sim            | Artista                | Baseado no poema The Face on the Barroom Floor de Hugh Antoine d'Arcy.      |
| 13 de Agosto de 1914    | Recreation                     |                |                | Sim            | Sim            | Vagabundo              | Lançado junto com o curta, The Yosemite.                                    |
| 27 de Agosto de 1914    | The Masquerader                |                |                | Sim            | Sim            | Ator                   | —                                                                           |
| 31 de Agosto de 1914    | His New Profession             |                |                | Sim            | Sim            | Charlie                | —                                                                           |
| 7 de Setembro de 1914   | The Rounders                   |                |                | Sim            | Sim            | Vagabundo              | —                                                                           |
| 14 de Setembro de 1914  | The New Janitor                |                |                | Sim            | Sim            | Empregado              | —                                                                           |
| 10 de Outubro de 1914   | Those Love Pangs               |                |                | Sim            | Sim            | Vagabundo              | —                                                                           |
| 26 de Outubro de 1914   | Dough and Dynamite             |                |                | Sim            | Sim            | Garçom                 | Dois rolos. Co-roteirista: Mack Sennett.                                    |
| 29 de Outubro de 1914   | Gentlemen of Nerve             |                |                | Sim            | Sim            | Sr. Woe-Woe            | —                                                                           |
| 7 de Novembro de 1914   | His Musical Career             |                |                | Sim            | Sim            | Carregador de piano    | —                                                                           |
| 9 de Novembro de 1914   | His Trysting Place             |                |                | Sim            | Sim            | Marido                 | Dois rolos.                                                                 |
| 14 de Novembro de 1914  | Tillie's Punctured Romance     |                |                |                |                | Charlie                | Seis rolos. Da peça, Tille's Nightmare, de A. Baldwin Sloane e Edgar Smith. |
| 5 de Dezembro de 1914   | Getting Acquainted             |                |                | Sim            | Sim            | Marido                 | —                                                                           |
| 7 de Dezembro de 1914   | His Prehistoric Past           |                |                | Sim            | Sim            | Weakchin               | Dois rolos.                                                                 |

### Essanay
Chaplin escreveu, dirigiu e estrelou 15 filmes na Essanay, todos tendo sido produzidos por Jesse T. Robbins. Exceto que estão escritos nas notas, todos os filmes são de dois rolos.
| Lançamento              | Título              | Creditado como | Creditado como | Creditado como | Creditado como | Creditado como       | Notas |
| Lançamento              | Título              | Compositor     | Produtor       | Roteirista     | Diretor        | Personagem           | Notas |
| ----------------------- | ------------------- | -------------- | -------------- | -------------- | -------------- | -------------------- | --- |
| 1 de Fevereiro de 1915  | His New Job         |                |                | Sim            | Sim            | Dublê                | — |
| 15 de Fevereiro de 1915 | A Night Out         |                |                | Sim            | Sim            | Farreador            | — |
| 11 de Abril de 1915     | The Champion        |                |                | Sim            | Sim            | Aspirante a Boxeador | — |
| 18 de Novembro de 1915  | In the Park         |                |                | Sim            | Sim            | Charlie              | Um rolo. |
| 1 de Abril de 1915      | A Jitney Elopement  |                |                | Sim            | Sim            | O Falso Conde        | — |
| 11 de Abril de 1915     | The Tramp           |                |                | Sim            | Sim            | Vagabundo            | — |
| 29 de Abril de 1915     | By the Sea          |                |                | Sim            | Sim            | Cidadão              | Um rolo. |
| 21 de Junho de 1915     | Work                |                |                | Sim            | Sim            | Assistente           | — |
| 12 de Julho de 1915     | A Woman             |                |                | Sim            | Sim            | Charlie/ "A Mulher"  | — |
| 9 de Agosto de 1915     | The Bank            |                |                | Sim            | Sim            | Empregado            | — |
| 4 de Outubro de 1915    | Shanghaied          |                |                | Sim            | Sim            | Charlie              | — |
| 20 de Novembro de 1915  | A Night in the Show |                |                | Sim            | Sim            | Sr. Pest e Sr. Rowdy | — |
| 18 de Dezembro de 1915  | Burlesque on Carmen |                |                | Sim            | Sim            | Darn Hosiery         | Relançado sem autorização em 22 de Abril de 1916, combinando outras cenas por Leo White. |
| 27 de Maio de 1916      | Police              |                |                | Sim            | Sim            | Ex-Detento           | — |
| 11 de Agosto de 1918    | Triple Trouble      |                |                | Sim            | Sim            | Empregado            | Coletânea feita por Leo White com cenas do curta Police e de um curta incompleto chamado Life, junto com outras cenas gravadas por White. Chaplin inclui essa produção em sua filmografia no livro My Autobiography. |

### Mutual
Chaplin escreveu, produziu, dirigiu e estrelou 12 filmes na Mutual, o que passaram a serem filmados no Lone Star. Todos os filmes são de dois rolos.
| Lançamento             | Título            | Creditado como | Creditado como | Creditado como | Creditado como | Creditado como                       | Notas                                        |
| Lançamento             | Título            | Compositor     | Produtor       | Roteirista     | Diretor        | Personagem                           | Notas                                        |
| ---------------------- | ----------------- | -------------- | -------------- | -------------- | -------------- | ------------------------------------ | -------------------------------------------- |
| 15 de Maio de 1916     | The Floorwalker   |                | Sim            | Sim            | Sim            | Cliente                              | Co-roteirista: Vincent Bryan.                |
| 12 de Junho de 1916    | The Fireman       |                | Sim            | Sim            | Sim            | Bombeiro                             | Co-roteirista: Vincent Bryan.                |
| 10 de Julho de 1916    | The Vagabond      |                | Sim            | Sim            | Sim            | Músico                               | Co-roteirista: Vincent Bryan.                |
| 7 de Agosto de 1916    | One A.M.          |                | Sim            | Sim            | Sim            | Bêbado                               | —                                            |
| 4 de Setembro de 1916  | The Count         |                | Sim            | Sim            | Sim            | Aprendiz de Alfaiate                 | —                                            |
| 2 de Outubro de 1916   | The Pawnshop      |                | Sim            | Sim            | Sim            | Assistente                           | —                                            |
| 13 de Novembro de 1916 | Behind the Screen |                | Sim            | Sim            | Sim            | Assistente                           | —                                            |
| 4 de Dezembro de 1916  | The Rink          |                | Sim            | Sim            | Sim            | Garçom e patinador                   | —                                            |
| 22 de Janeiro de 1917  | Easy Street       |                | Sim            | Sim            | Sim            | Vagabundo recrutado a Força Policial | —                                            |
| 16 de Abril de 1917    | The Cure          |                | Sim            | Sim            | Sim            | Moço bêbado no Spa                   | —                                            |
| 17 de Junho de 1917    | The Immigrant     |                | Sim            | Sim            | Sim            | Imigrante                            | Incluído na Biblioteca do Congresso em 1998. |
| 22 de Outubro de 1917  | The Adventurer    |                | Sim            | Sim            | Sim            | Foragido                             | —                                            |

### First National
Chaplin escreveu, produziu, dirigiu e estrelou nove filmes da produtora entre 1918 e 1923. Esses filmes foram distribuídos pela First National.
| Lançamento              | Título           | Creditado como | Creditado como | Creditado como | Creditado como | Creditado como    | Notas                                                                  |
| Lançamento              | Título           | Compositor     | Produtor       | Roteirista     | Diretor        | Personagem        | Notas                                                                  |
| ----------------------- | ---------------- | -------------- | -------------- | -------------- | -------------- | ----------------- | ---------------------------------------------------------------------- |
| 14 de Abril de 1918     | A Dog's Life     | Sim            | Sim            | Sim            | Sim            | Vagabundo         | Três rolos. Trilha sonora feita para a coletânea, The Chaplin Revue.   |
| 29 de Setembro de 1918  | The Bond         |                | Sim            | Sim            | Sim            | Ele mesmo         | Meio-rolo.                                                             |
| 20 de Outubro de 1918   | Shoulder Arms    | Sim            | Sim            | Sim            | Sim            | Recruta           | Três rolos. Trilha sonora feita para a coletânea, The Chaplin Revue.   |
| 15 de Maio de 1919      | Sunnyside        |                | Sim            | Sim            | Sim            | Ajudante          | Três rolos.                                                            |
| 15 de Dezembro de 1919  | A Day's Pleasure |                | Sim            | Sim            | Sim            | Pai               | Dois rolos.                                                            |
| 6 de Fevereiro de 1921  | The Kid          | Sim            | Sim            | Sim            | Sim            | Vagabundo         | Seis rolos. Trilha sonora feita para o seu relançamento em 1972.       |
| 25 de Setembro de 1921  | The Idle Class   |                | Sim            | Sim            | Sim            | Vagabundo/ Marido | Dois rolos.                                                            |
| 2 de Abril de 1922      | Pay Day          |                | Sim            | Sim            | Sim            | Operário          | Dois rolos.                                                            |
| 26 de Fevereiro de 1923 | The Pilgrim      | Sim            | Sim            | Sim            | Sim            | Foragido          | Quatro rolos. Trilha sonora feita para a coletânea, The Chaplin Revue. |

### United Artists
Chaplin começou a lançar seus filmes através da United Artists em 1923. A partir daí, todos os filmes são de longas-metragens. Ele produziu, escreveu, dirigiu e estrelou todos os filmes, exceto o primeiro. City Lights foi o primeiro filme cuja trilha sonora foi composta por Chaplin.
| Lançamento             | Título             | Creditado como | Creditado como | Creditado como | Creditado como | Creditado como           | Notas |
| Lançamento             | Título             | Compositor     | Produtor       | Roteirista     | Diretor        | Personagem               | Notas |
| ---------------------- | ------------------ | -------------- | -------------- | -------------- | -------------- | ------------------------ | --- |
| 26 de Setembro de 1923 | A Woman of Paris   | Sim            | Sim            | Sim            | Sim            | Carregador               | Trilha sonora feita para o seu relançamento em 1976. Chaplin faz uma participação especial. |
| 26 de Junho de 1925    | The Gold Rush      | Sim            | Sim            | Sim            | Sim            | Garimpeiro solitário     | Trilha sonora feita para o seu relançamento em 1942. Incluído na Biblioteca do Congresso em 1992. |
| 6 de Janeiro de 1928   | The Circus         | Sim            | Sim            | Sim            | Sim            | Vagabundo                | Trilha sonora feita para o seu relançamento em 1970. Oscar Honorário (por escrever, produzir, dirigir e atuar neste filme). |
| 6 de Fevereiro de 1931 | City Lights        | Sim            | Sim            | Sim            | Sim            | Vagabundo                | Incluído na Biblioteca do Congresso em 1991. |
| 5 de Fevereiro de 1936 | Modern Times       | Sim            | Sim            | Sim            | Sim            | Operário                 | Incluído na Biblioteca do Congresso em 1989. |
| 15 de Outubro de 1940  | The Great Dictator | Sim            | Sim            | Sim            | Sim            | Adenoid Hynkel/ Barbeiro | Incluído na Biblioteca do Congresso em 1997. Indicado – Academy Award de Melhor Ator. Indicado – Academy Award de Melhor Roteiro Original.                                                                                             |
| 11 de Abril de 1947    | Monsieur Verdoux   | Sim            | Sim            | Sim            | Sim            | Monsieur Henri Verdoux   | Baseado em uma ideia de Orson Welles. Indicado – Academy Award de Melhor Roteiro Original. |
| 16 de Outubro de 1952  | Limelight          | Sim            | Sim            | Sim            | Sim            | Calvero                  | Boicotado nos EUA um pouco depois de Chaplin ter seu visto anulado em voltar para lá quando ia a Londres lançar o filme. Academy Award de Melhor Trilha Sonora (premiado em 1973 quando o filme chegou a ser lançado nos EUA em 1972). |

### British Productions
Em 1952, enquanto Chaplin tinha ido a Londres estrear Limelight, seu visto para voltar aos EUA foi anulado. Durante seu exílio, ele realizou dois filmes na Inglaterra.
| Lançamento             | Título                    | Creditado como | Creditado como | Creditado como | Creditado como | Creditado como      | Notas |
| Lançamento             | Título                    | Compositor     | Produtor       | Roteirista     | Diretor        | Personagem          | Notas |
| ---------------------- | ------------------------- | -------------- | -------------- | -------------- | -------------- | ------------------- | --- |
| 12 de Setembro de 1957 | A King in New York        | Sim            | Sim            | Sim            | Sim            | Rei Shahdov         | Uma produção Attica-Archway. Não foi lançado nos EUA até 1973.                                                              |
| 5 de Janeiro de 1967   | A Countess from Hong Kong | Sim            |                | Sim            | Sim            | Comissário de bordo | Uma produção da Universal em Panavision e Technicolor. Produzido por Jerome Epstein. Chaplin faz uma participação especial. |

## Outros filmes
Além de seus 81 filmes, Chaplin também tem inúmeros filmes inacabados. Nesses, ele fez inúmeras aparições como ele mesmo e apareceu em muitas compilações.

### Filmes inacabados ou não lançados
| Ano(s)    | Título             | Creditado como | Creditado como | Creditado como | Creditado como | Creditado como  | Notas |
| Ano(s)    | Título             | Compositor     | Produtor       | Roteirista     | Diretor        | Personagem      | Notas |
| --------- | ------------------ | -------------- | -------------- | -------------- | -------------- | --------------- | --- |
| 1915–1916 | Life               |                | Sim            | Sim            | Sim            |                 | Incompleto, exceto que algumas cenas foram usadas em The Essanay-Chaplin Revue. |
| 1918      | How to Make Movies |                | Sim            | Sim            | Sim            | Ele mesmo       | Nunca foi lançado, exceto que algumas cenas foram usadas em The Chaplin Revue. Re-utilizado em 1981 por Kevin Brownlow e David Gill.                                                       |
| 1918      | (sem título)       |                | Sim            | Sim            | Sim            | Ele mesmo       | Um filme beficente co-estrelando Harry Lauder. |
| 1919      | The Professor      |                | Sim            | Sim            | Sim            | Professor Bosco | Foi gravado somente a primeira cena e por razões desconhecidas, Chaplin abandonou o projeto e nunca chegou lançar o filme.                                                                 |
| 1922      | Nice and Friendly  |                | Sim            | Sim            | Sim            | Vilão           | Curta caseiro com cenas improvisadas. |
| 1926      | A Woman of the Sea |                | Sim            |                |                |                 | Foi completado mas nunca lançado. Chaplin queimou os negativos em 24 de Junho de 1933. |
| 1933      | All at Sea         |                |                |                |                | Ele mesmo       | Curta caseiro de 11 minutos feito por Alistair Cooke, com presenças de Chaplin, Paulette Goddard e do próprio Cooke. Foi gravado quando todos estavam dentro do Panacea, barco de Chaplin. |
| 1966–1975 | The Freak          |                |                | Sim            |                |                 | Uma produção que foi feita para a filha de Chaplin, Victoria. |

### Coletâneas
Essanay produziu três coletâneas de Chaplin sem a sua própria autorização (depois ele tinha comprado os direitos). Chaplin somente produziu a sua própria coletânea em 1959 e posteriormente em 1975.
| Lançamento             | Título                      | Creditado como | Creditado como | Creditado como | Creditado como | Creditado como                          | Notas |
| Lançamento             | Título                      | Compositor     | Produtor       | Roteirista     | Diretor        | Personagem                              | Notas |
| ---------------------- | --------------------------- | -------------- | -------------- | -------------- | -------------- | --------------------------------------- | --- |
| 31 de Março de 1915    | Introducing Charlie Chaplin |                |                |                |                |                                         | Propaganda feita para mostrar como um prólogo os filmes de Chaplin.                                                   |
| 23 de Setembro de 1916 | The Essanay-Chaplin Revue   |                |                | Sim            | Sim            | Ex-detento                              | Feita por Leo White com cenas de Police e Life com novas cenas dirigidas por White. Feita sem autorização de Chaplin. |
| 1916                   | Zepped                      |                |                |                |                |                                         | Um propaganda de sete minutos que foi descoberta em 2009.                                                             |
| Maio de 1918           | Chase Me Charlie            |                |                | Sim            | Sim            |                                         | Montagem da Essanay, feita por Langford Reed. Lançado na Inglaterra. Feita sem autorização de Chaplin.                |
| 25 de Setembro de 1959 | The Chaplin Revue           | Sim            | Sim            | Sim            | Sim            | Vagabundo/ Recruta/ Foragido/ Ele mesmo | Cenas de A Dog's Life, Shoulder Arms, The Pilgrim, e How to Make Movies.                                              |
| 1975                   | The Gentleman Tramp         |                |                |                |                |                                         | Um documentário com novas cenas de Chaplin em sua casa na Suíça.                                                      |

### Participações especiais
Além de seus próprios filmes como A Woman of Paris e A Countess from Hong Kong, Chaplin também fez algumas pontas nos filmes a seguir:
| Ano  | Título           | Notas |
| ---- | ---------------- | --- |
| 1915 | His Regeneration | — |
| 1921 | The Nut          | A cena em que Chaplin realmente aparece se perdeu com o tempo, mas ainda existe uma cena em que aparece um ator desconhecido vestido como The Tramp.                                |
| 1923 | Souls for Sale   | — |
| 1923 | Hollywood        | Filme perdido. |
| 1926 | Camille          | Chaplin aparece em algumas cenas do filme como um moço chamado Mike, e inclusive, faz uma amostra da "dança dos pãezinhos", em que ele como o Vagabundo fez no filme The Gold Rush. |
| 1928 | Show People      | Incluído na Biblioteca do Congresso em 2003. |

### Desenhos
Chaplin "apareceu" como ele mesmo em desenhos como:
| Ano  | Título                   | Desenho                 |
| ---- | ------------------------ | ----------------------- |
| 1923 | "Felix in Hollywood"     | Felix the Cat           |
| 1930 | "Hot for Hollywood"      | Oswald the Lucky Rabbit |
| 1933 | "Mickey's Gala Premiere" | Mickey Mouse            |
| 1933 | "The Merry Old Soul"     | Oswald the Lucky Rabbit |
| 1936 | "Mickey's Polo Team"     | Mickey Mouse            |

Em 2012, foi produzida uma série de curtas coloridos, mas sem trilha sonora (em homenagem aos filmes mudos de Charlie) com o título "Chaplin And Co.". No Brasil, os curtas são exibidos pelo canal pago Gloob.

### Filmes biográficos
A vida de Chaplin foi contada nos filmes a seguir:
| Ano  | Título                                  | Ator que interpreta Chaplin |
| ---- | --------------------------------------- | --------------------------- |
| 1989 | Young Charlie Chaplin Mini-série da BBC | Joe Geary                   |
| 1992 | Chaplin                                 | Robert Downey, Jr.          |
| 2001 | The Cat's Meow                          | Eddie Izzard                |